# Степная (приток Таловки)
Степная — река в России, протекает по Курьинскому и Змеиногорскому районам Алтайского края. Устье реки находится в 16 км по правому берегу реки Таловка. Длина реки составляет 13 км.

## Данные водного реестра
По данным государственного водного реестра России относится к Верхнеобскому бассейновому округу, водохозяйственный участок реки — Алей от Гилёвского гидроузла и до устья, речной подбассейн реки — бассейны притоков (Верхней) Оби до впадения Томи. Речной бассейн реки — (Верхняя) Обь до впадения Иртыша.